# Ritzgerode
Ritzgerode is een plaats en voormalige gemeente in de Duitse deelstaat Saksen-Anhalt, en maakt deel uit van de Landkreis Mansfeld-Südharz.
Ritzgerode telt 90 inwoners.